# Міристинова кислота
Міристинова кислота, (систематична назва IUPAC: 1-тетрадеканова кислота), поширена насичена жирна кислота з молекулярною формулою СН3(СН2)12СООН. Солі та ефіри кислоти зазвичай називаються міристатами. Назва має біноміальне походження від мускатного горіха (Myristica fragrans), з якого кислоту вперше виділив Ліон Плейфер у 1841 році.

## Поширення

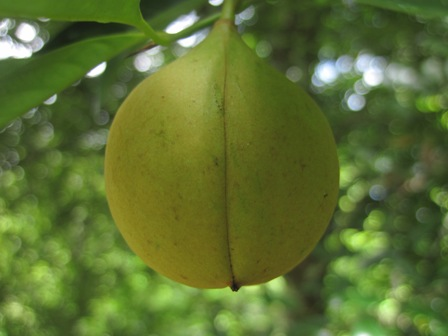
Фрукт Myristica fragrans, який містить міристинову кислоту

Олія мускатного горіха містить 75% триміристина, тригліцерида міристинової кислоти. Крім мускатного горіха, міристинова кислота зустрічається також у пальмоядровій олії, кокосовій олії, молочному жирі і також є другорядним компонентом багатьох інших тваринних жирів. Кислота також міститься у спермацеті, кристалічній фракції жиру кашалотів. Також міститься в кореневищах ірису.

## Використання
Ізопропіловий ефір міристинової кислоти використовується в косметичних та місцевих лікарських препаратах, де бажане гарне поглинання через шкіру.
Відновленням міристинової кислоти отримують міристиновий альдегід та спирт.